# Beukbergen
Beukbergen is een landgoed aan de noordkant van de Amersfoortseweg in Huis ter Heide bij Zeist, in de Nederlandse provincie Utrecht.
De eerste buitenplaats werd tussen 1653 en 1654 gebouwd. Enkele jaren daarvoor was de Amersfoortsche Straatwegh aangelegd als rechte verbinding tussen Amersfoort en Utrecht. De grond aan beide kanten van de weg werd verdeeld in rechthoekige vakken voor de bouw van buitenplaatsen. De bouwkavel van Beukbergen heeft een breedte van 376 meter (100 roe) en wordt begrensd door de Beukbergenlaan en de Ericaweg. Beukbergen staat aan de noordzijde van de Amersfoortsestraatweg, aan de zuidzijde ervan lag het overbos. Beukbergen staat in de zichtas van de vroegere buitenplaats. Deze as loopt via het overbos tegen de lange zichtas van Slot Zeist (Verlengde Slotlaan). In 2009 werd ter hoogte van het landgoed ecoduct Beukbergen aangelegd.
In 1806 was de buitenplaats voorzien van spatieuse moderne Huizinge, Stallinge voor 8 Paarden, ruim Koetshuis, Menagerie, grote Moestuinen en Broeijery, zeer geëxtendeerde Bosschen en schoone Lommerlijke Wandelwegen met private Jagt. Na de afbraak in 1834 van het eerste huis verrees in 1863 een nieuw huis. In 1910 werd dit vervangen door het huidige huis in Engelse landhuisstijl. Opdrachtgever was jonkheer A.H. baron Sloet van Oldruitenborgh, zich noemende van Marxveld en wonend in Vollenhove.
Het langgerekte landhuis heeft witte uitbouwen aan de voorzijde en vier schoorstenen. Aan de achtergevel bevindt zich een onderkelderde aanbouw van één bouwlaag.
Het terrein rond het landhuis bestaat grotendeels uit bos. Het park werd ontworpen door landschapsarchitect Otto Schulz. Op het terrein werden stallen, een portierswoning, een koetshuis, een schaapskooi, een prieel en een tennisbaan aangelegd. Onder een langgerekte heuvel werd een ijskelder gebouwd. Van deze opstallen is alleen nog het koetshuis overgebleven, dat tegenwoordig in gebruik is als conferentielocatie. Op de plaats van de tennisbaan werd later een bungalow gebouwd, die wordt bewoond door de beheerder-tuinman.
Sinds 1953 is het landgoed eigendom van de Stichting tot steun van de Protestantse Geestelijke Verzorging bij de Krijgsmacht, waarbij het landgoed gebruikt wordt als conferentieoord voor protestants vormingswerk. Sinds 2000 is hier het vormingswerk geconcentreerd van de denominaties die aan het ministerie van Defensie verbonden zijn. Daarnaast faciliteert het landgoed ook voor andere defensieonderdelen conferentie- en overnachtingsfaciliteiten.
In 1955 werd met sponsoring vanuit het bedrijfsleven een kapel gebouwd die later werd uitgebreid met een stiltecentrum. In 2000 werden de slaapfaciliteiten voor de militairen vervangen door een modern logiesgebouw met 68 tweepersoonskamers en diverse conferentiezalen. Dit gebouw werd in 2017 geheel gemoderniseerd.

## Gebruikers
- Willem Elisa Ram van Bottestein
- 1910 - A.H. baron Sloet van Marxveld te Vollenhoven
- 1948 - Stichting tot Steun van de Protestantse Geestelijke Verzorging bij de Krijgsmacht